# میفلین (آلاباما)
میفلین (به انگلیسی: Miflin) یک منطقهٔ مسکونی در ایالات متحده آمریکا است که در شهرستان بالدوین، آلاباما واقع شده‌است. میفلین ۱۰٫۹۷ متر بالاتر از سطح دریا واقع شده‌است.